# 広末常三郎
広末 常三郎（廣末 常三郎、ひろすえ つねさぶろう、1890年〈明治23年〉10月29日 - 1944年〈昭和19年〉4月4日）は、日本の商人（金物商）、実業家、高知県多額納税者。前名・健次。
弟・静一の曽孫は女優の広末涼子である。

## 経歴
高知県高知市種崎町（現・高知市はりまや町）に生まれる。広末常三郎の二男。1924年、家督相続と共に前名・健次を改め襲名する。金物商を営む。合資会社廣末金物本店代表社員、土佐商工連合会評議員、高知商工会議所議員などをつとめる。1944年4月4日、高知市廿代町で死去。

## 人物
高知県多額納税者であり、貴族院多額納税者議員選挙の互選資格を有する。住所は高知市種崎町。

## 家族・親族
広末家
- 父・常三郎（1864年 - 1924年、金物並びに度量衡販売商[10]、土佐度量衡合名会社代表社員[9][注 2]、合資会社桜木酒店有限責任社員[6]） - 西山寅三郎の三男に生まれ、高知県安芸郡田野町にある農家だった廣末三五郎の養子となる。金物商・広末常三郎商店を開業。
- 母・栄（1868年 - ?、高知士族、大久保喜久馬の妹）[3][4]
- 弟
  - 静一（1893年 - ?、金物商[12]、広末金物店、高知百貨販売各社長[13]、広末涼子の曽祖父）
  - 龍吉（1898年 - ?）
  - 栄三郎（1905年 - ?）[4]
- 姉・栄（1886年 - ?、高知、桜木嘉右衛門の二男蘇之助の妻）[4]
- 妹[4]
- 妻・小糸（1895年 - ？、高知、橋田愛次の孫）[4]
- 長男[3]
- 三男[3]
- 長女[3]

親戚
- 姉の夫の父・桜木嘉右衛門（酒造業、貴族院多額納税者議員）